# Paolo Emilio Zacchia
Paolo Emilio Zacchia (ur. w 1554 w Vezzano Ligure, zm. 31 maja 1605 w Rzymie) – włoski kardynał.

## Życiorys
Urodził się w 1554 roku w Vezzano Ligure, jako syn Gasparego Zacchii Veronici de’ Nobili (jego bratem był Laudivio Zacchia). Studiował na Uniwersytecie Pizańskim, gdzie uzyskał doktorat utroque iure. Po studiach udał się do Rzymu, gdzie został archidiakonem kapituły katedralnej w Sarzanie, także pełnił różne funkcje w Kurii Rzymskiej, m.in.: audytora Najwyższego Trybunału Sygnatury Apostolskiej, prałata Jego Świątobliwości i nadzwyczajnego nuncjusza apostolskiego w Hiszpanii (jego zadaniem było rozstrzygnięcie roszczeń względem Ferrary i jego władcy Cezara d’Este). 3 marca 1599 roku został kreowany kardynałem prezbiterem i otrzymał kościół tytularny S. Marcello. 14 maja 1601 roku został wybrany biskupem Montefiascone, a trzynaście dni później przyjął sakrę. W 1604 roku został prefektem Kongregacji Soborowej i pełnił tę funkcję do śmierci, która nastąpiła 31 maja 1605 roku w Rzymie.